# Couvonges
Couvonges ist eine französische Gemeinde mit 153 Einwohnern (Stand 1. Januar 2022) im Département Meuse in der Region Grand Est (bis 2015 Lothringen). Sie gehört zum Arrondissement Bar-le-Duc und zum Kanton Revigny-sur-Ornain.

## Geografie
Die Gemeinde Couvonges liegt an der Saulx, elf Kilometer westlich der Stadt Bar-le-Duc.

## Bevölkerungsentwicklung
| Jahr      | 1962 | 1968 | 1975 | 1982 | 1990 | 1999 | 2008 | 2019 |
| Einwohner | 74   | 128  | 115  | 107  | 108  | 112  | 147  | 153  |

## Sehenswürdigkeiten
- Kirche Saint-Brice (12./16. Jahrhundert), Monument historique
- ehemaliges Waschhaus Couvonges (Lavoir) aus dem 19. Jahrhundert
- Gefallenendenkmal
- Denkmal für die Opfer des Massakers vom 29. August 1944

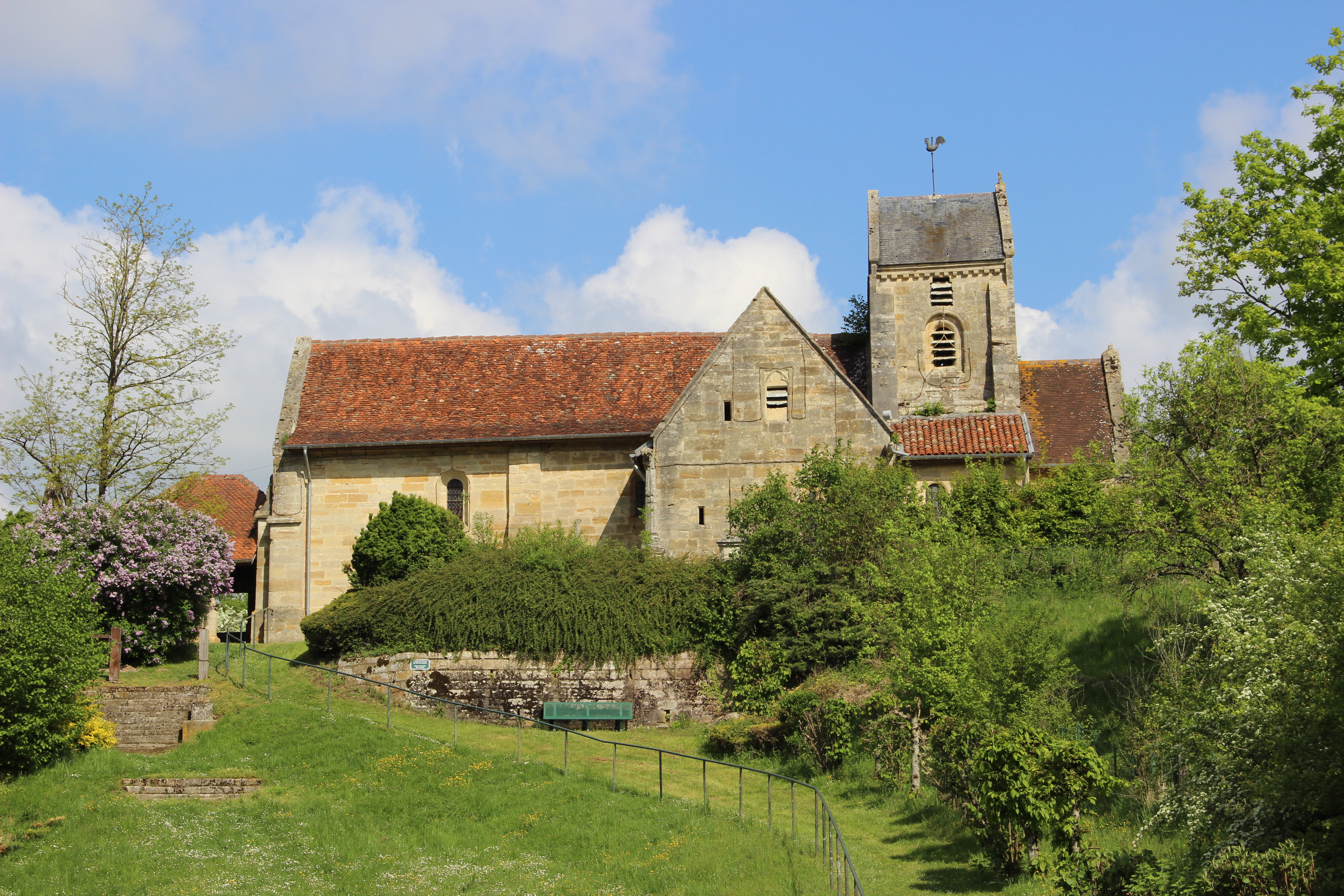
Kirche Saint-Brice
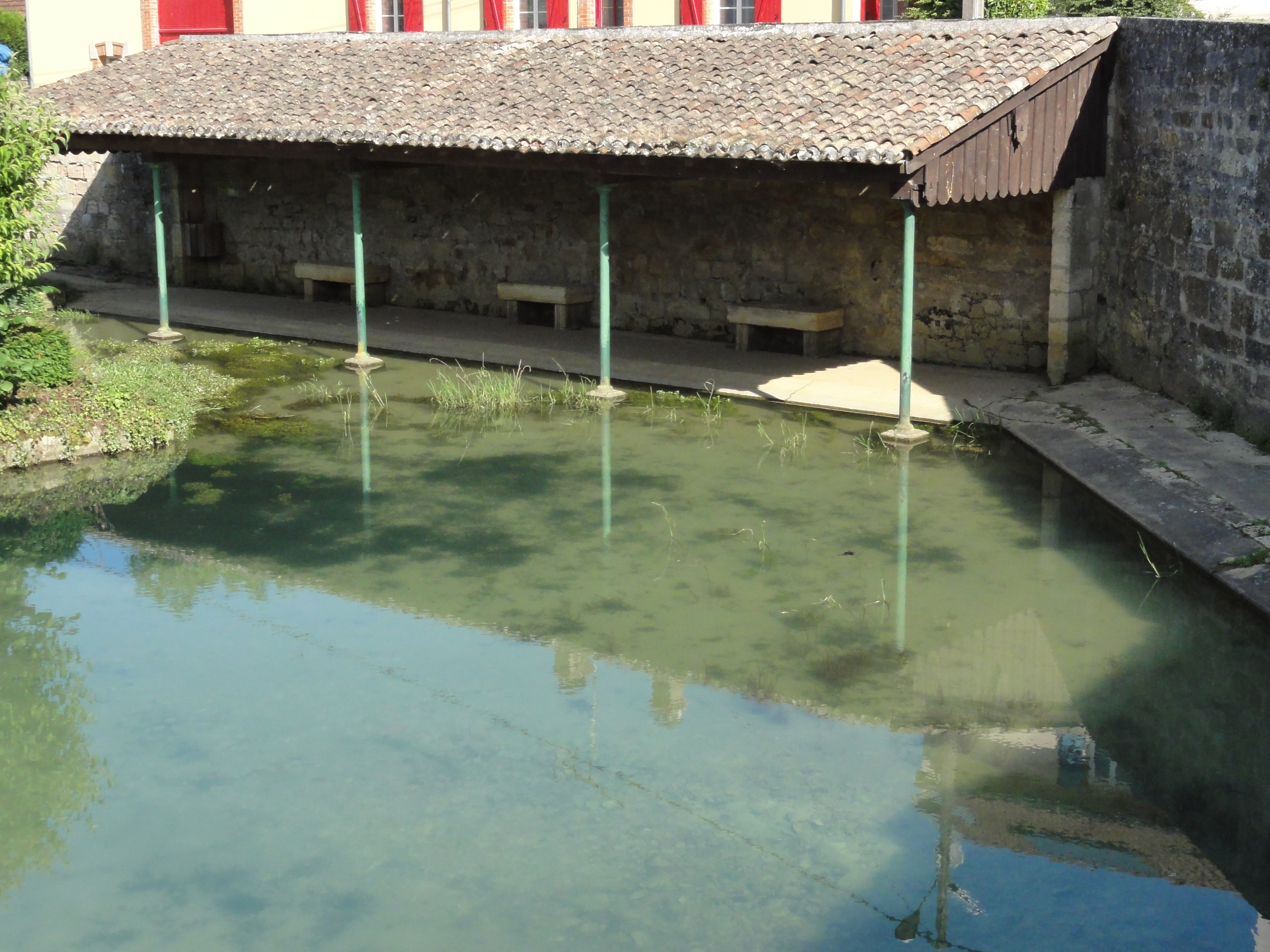
Lavoir
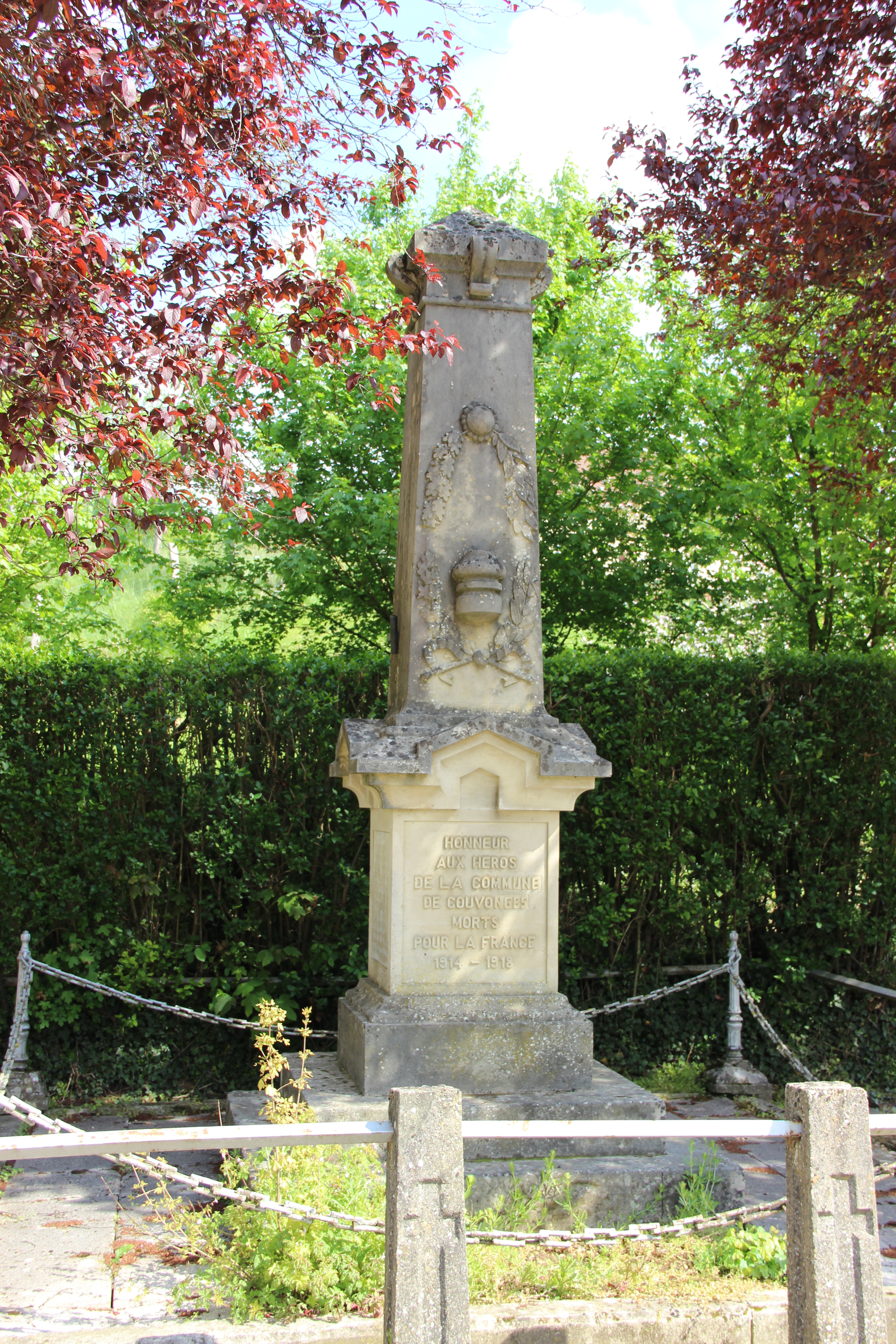
Gefallenendenkmal
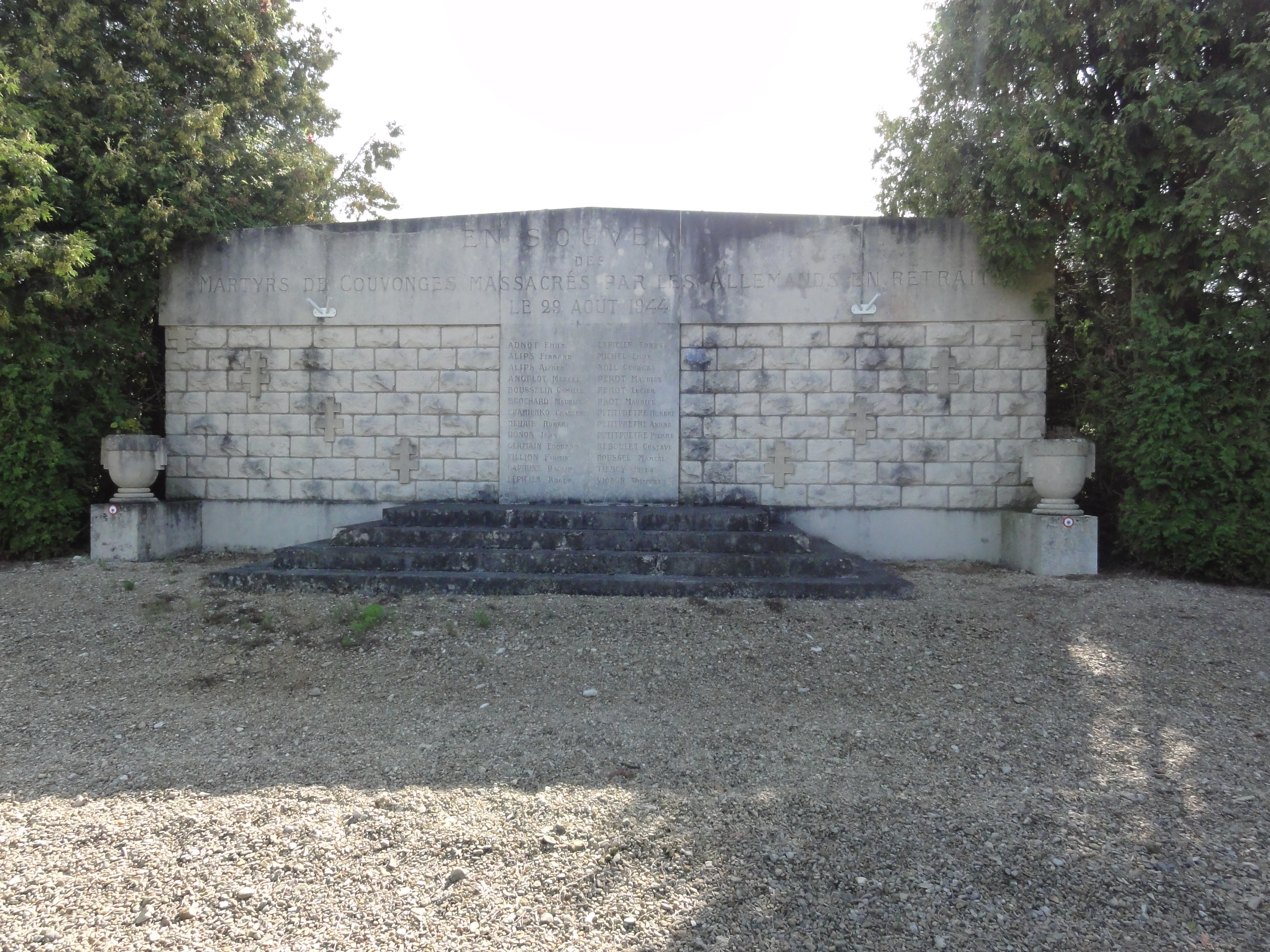
Denkmal für die Opfer des Massakers vom 29. August 1944

## Persönlichkeiten
- Antoine de Stainville († 1670), Comte de Couvanges, Bailli und Gouverneur von Bar,
- Jean Robert (1738–1830), Seigneur de Couvanges durch Kauf, Bürgermeister von Bar 1772–1780